# Демографічні показники
Демографічні показники — це основні показники, що характеризують демографічні процеси.

## Абсолютні демографічні показники

### Загальна чисельність населення
P= P0 + (N — M) + (V+ — V-) = P0 + E + Vпр (рівняння демографічного балансу)
P — загальна чисельність населення
P0 — чисельність населення на початок року
N — загальне число народжених
M — загальна кількість померлих
E — природний приріст населення
V+ — число прибулих
V- число вибулих
Vпр — міграційне сальдо

### Загальний приріст населення
P1 — P0 = Рпр, де Р0 — чисельність населення на початок періоду (зазвичай рік)
Р1 — на кінець періоду.

### Природний приріст населення
N — M = E

N — загальне число народжених
M — загальна кількість померлих
Значення показника може бути негативним, якщо відбувається природний спад населення (в Росії з 1992)

### Міграційнесальдо(чиста міграція)
V+ — V- = Vпр

V+ — число прибулих (іммігранти)
V- число вибулих (емігранти).
V = O — E (непрямий метод)
O = P1 — P0
Щодо прибулих і вибулих у багатьох країнах існує недооблік, в США емігрантів взагалі не враховують. Тоді шукають сальдо побічно із рівняння демографічного балансу, запропонованого ООН в 1960-х.

### Частка жінок репродуктивного віку
{\displaystyle F={\frac {N_{x}}{W_{x}\times T}}-W_{x}}

## Загальні демографічні коефіцієнти
Для загальних коефіцієнтів характерно: що стоїть у чисельнику кількість демографічних подій ставиться до всього населення, а не тільки до тієї його частини, що породжує цю подію; при цьому настання даної події не зменшує величину знаменника.

### Коефіцієнти народжуваності та смертності
{\displaystyle n={\frac {N}{P}}\times 1000} (число народжених живими {\displaystyle N} на тисячу осіб у середньому за рік {\displaystyle P})
{\displaystyle m={\frac {M}{P}}\times 1000}
{\displaystyle M} — число смертей за даний рік;
{\displaystyle N} — число народжень за даний рік;
{\displaystyle P} — середня чисельність населення за рік.а

### Спеціальний коефіцієнт народжуваності
Спеціальний коефіцієнт народжуваності ({\displaystyle F_{15-49}}) являє собою відношення народжених живими за календарний рік до середньорічної чисельності жінок репродуктивного віку:
{\displaystyle F_{15-49}={\frac {N}{W_{15-49}}}\times 1000},
де {\displaystyle W_{15-49}} — середня чисельність жінок у віці від 15 до 49 років;
{\displaystyle N} — число народжених.

### Коефіцієнт інтенсивності народжень
{\displaystyle I={\frac {N_{x}}{W_{x}}}}
{\displaystyle N_{x}} — число народжень у жінок віку x років;
{\displaystyle W_{x}} — середньорічна чисельність.

### Коефіцієнт дитячої смертності
{\displaystyle m_{0}={\frac {M_{0}}{{\frac {2N_{0}}{3}}+{\frac {N_{-1}}{3}}}}\times 1000}; (формула Ратса)
{\displaystyle m_{0}=({\frac {M_{0}}{N_{0}}}+{\frac {M_{-1}}{N_{-1}}})\times 1000}; де
M0 — число померлих у віці від 0 до 1 року
M−1 — число дітей, померлих у віці до року з-поміж народжених у попередньому році
N0 — число народжених у звітному році;
N−1 — число народжених у попередньому році.

### Коефіцієнт шлюбності
{\displaystyle b={\frac {B}{P\times T}}\times 1000}
{\displaystyle B} — загальне число шлюбів;
{\displaystyle P} — середнє населення у працездатному віці;
{\displaystyle T} — 1 календарний рік

### Коефіцієнт розлучуваності
{\displaystyle S_{r}={\frac {R}{P\times T}}\times 1000}
{\displaystyle R} — загальне число розлучень.
Коефіцієнти шлюбності та розлучуваності показують кількість демографічних подій, що припадають на 1000 осіб населення і виражаються в проміле.
Індекс розлучуваності визначається за формулою:
{\displaystyle I={\frac {R}{B}}}

## Показник середньої тривалості життя
{\displaystyle e_{x}={\frac {T_{x}}{l_{x}}}}
Tx — число людинороків, яке належить прожити після досягнення точного віку хроків lx — число доживають до віку x років

## Коефіцієнти відтворення населення
- Брутто-коефіцієнт відтворення населення — обчислюється на основі кількості дівчаток, яка в середньому народжує кожна жінка за весь свій репродуктивний період і дорівнює сумарному коефіцієнту народжуваності, помноженому на частку дівчаток серед новонароджених.
- Нетто-коефіцієнт відтворення населення — середнє число дівчаток, народжених жінкою за все життя і дожили до кінця репродуктивного періоду при даних рівнях народжуваності та смертності.
- Істинний коефіцієнт природного приросту.